# Glen Brand

Zawodnik Iowa State Cyclones

Glen Jenson Brand  (ur. 3 listopada 1923 w Clarion, zm. 15 listopada 2008 w Omaha) – amerykański zapaśnik walczący w stylu wolnym. Złoty medalista olimpijski z Londynu 1948, w kategorii do 79 kg.
Zawodnik Clarion High School i Iowa State University. W czasie II wojny walczył na Pacyfiku. Trzy razy All-American w NCAA Division I (1946–1948). Pierwszy w 1948; drugi w 1947; trzeci w 1946 roku.
Jego brat Dan Brand, również był zapaśnikiem i olimpijczykiem (1960, 64), brązowym medalistą z Tokio 1964.

## Letnie Igrzyska Olimpijskie 1948
| Konkurencja      | Rundy eliminacyjne   | Rundy eliminacyjne | Rundy eliminacyjne   | Rundy eliminacyjne    | Rundy eliminacyjne  | Klas. końcowa |
| Konkurencja      | Przeciwnik I         | Przeciwnik II      | Przeciwnik III       | Przeciwnik IV         | Przeciwnik V        | Miejsce       |
| ---------------- | -------------------- | ------------------ | -------------------- | --------------------- | ------------------- | ------------- |
| 79 kg styl wolny | Abbas Hariri (IRI) Z | wolny los Z        | Bruce Arthur (AUS) Z | Adil Candemir (TUR) Z | Erik Lindén (SWE) Z | 1.            |